# Wenche Foss
Wenche Foss (født 5. december 1917 i Kristiania, død 28. marts 2011 i Oslo ) var en norsk skuespillerinde og sangerinde, ofte beskrevet som efterkrigstidens store diva i norsk teater.